# Jay R. Galbraith
Jay R. Galbraith (ur. 26 lutego 1939, zm. 8 kwietnia 2014) – jeden z teoretyków zarządzania. Galbraith jest znany jako główny ekspert ds. organizacji projektu.

## Badania, partnerzy/klienci
Dr Galbraith współpracował z wieloma uczelniami i organizacjami międzynarodowymi, takimi jak Instytut Pendidikan dan Pembinaan w Dżakarcie. Był profesorem IMD (International Institute for Management Development) w Lozannie, gdzie wykładał do 2000.
Był również profesorem zarządzania i organizacji na University of Southern California. Był także członkiem wydziału Sloan School of Management w MIT i Wharton School na Uniwersytecie w Pensylwanii. Był konsultantem wielu firm i podmiotów, w Stanach Zjednoczonych, Europie Azji i Ameryce Południowej.
Specjalizował się w projektowaniu i w rozwoju, ze szczególnym naciskiem na międzynarodowe partnerstwo, w tym ustalanie wspólnych przedsięwzięć i sieci organizacji. 
Jego badania obejmowały tworzenie i rozwój wspólnych przedsięwzięć pomiędzy krajami Azji i zachodnich firm. Jego artykuły zostały wykorzystane w różnych czasopismach zawodowych.
Opublikował 6 książek, m.in. „Designing Organisations: An Executive Briefing on Strategy, Structure and Process”.

## Nagrody i wyróżnienia
- 1994 nagroda Crystal Apple przyznana przez The Association for the Management of Organization Design.